# Alex Chernov

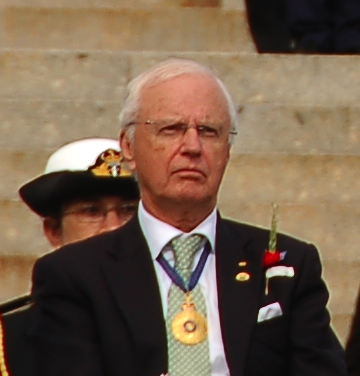
Alex Chernov

Alex Chernov (* 12. Mai 1938 in Litauen) ist ein australischer Jurist und ehemaliger Gouverneur von Victoria.

## Leben
Chernov wurde in Litauen als Sohn russischer Eltern geboren, die mit ihm noch vor seiner Schulzeit nach Salzburg zogen. 1949 wanderte die Familie nach Australien aus, wo er die Melbourne High School besuchte. Danach schloss er 1961 ein Wirtschaftsstudium sowie 1968 ein Jurastudium an der University of Melbourne ab.
Nach dem Studium arbeitete Chernov als Anwalt für Wirtschaftsrecht. 1980 wurde er zum Kronanwalt ernannt. 2009 wurde er zum Kanzler der University of Melbourne gewählt.
Am 8. April 2011 wurde Chernov zum 28. Gouverneur von Victoria vereidigt und behielt dieses Amt bis zum 30. Juni 2015. Nachfolgerin wurde Linda Dessau.
Er ist verheiratet und hat drei Kinder.

## Auszeichnungen
- Officer des Order of Australia (2007)
- Companion des Order of Australia (2012)